# İlyas Akan
İlyas Akan (* 1. April 1991 in Mardin) ist ein türkischer Fußballspieler

## Karriere
Bis zur U21 spielte er für Kasımpaşa Istanbul und wechselte danach im August 2010 in die erste Mannschaft von İstanbulspor. Hier spielte er mit der Mannschaft in der 2. Lig und stieg später mit ihnen in die 3. Lig ab. Zur Saison 2016/17 ging er mit seinem Wechsel zu Hatayspor wieder eine Liga höher, verblieb hier jedoch nur ein halbes Jahr und verbrachte die Rückrunde bis September 2017 bei Niğde Belediyespor. Bei Karacabey Birlik ging es anschließend aber nur wieder in der 3. Lig weiter, wo er die Saison 2017/18 verbrachte. Für die Spielzeit 2018/19 schloss er sich nochmal Amed SK an und ist seit dem Vereinslos.
Im Juli 2022 wirkte er als Gastspieler beim Syker Verein SV Heiligenfelde.